# Josef Bláha (fotbalový brankář)
Josef Bláha (* 14. listopadu 1946) je bývalý český fotbalový brankář.

## Fotbalová kariéra
V československé lize hrál za Bohemians Praha. Nastoupil ve 2 ligových utkáních. Gól v lize nedal.

## Ligová bilance
| Ročník                                   | Zápasy | Góly | Klub            |
| ---------------------------------------- | ------ | ---- | --------------- |
| 1. československá fotbalová liga 1969/70 | 2      | 0    | Bohemians Praha |
| CELKEM                                   | 2      | 0    |                 |